# Celer
Celer — музыкальный коллектив, играющий в жанре дроун и эмбиент из Токио, Япония.

## История
Группа была основана  в 2005 году в качестве совместного творческого проекта Даниэль Бакет Лонг и Уилла Лонга в городе Ханнигтон Бич, штат Калифорния, США. В период с 2005 по 2007 год пара выпустила 22 альбома на собственном лейбле, самостоятельно занимаясь упаковкой и дизайном своих релизов. Каждый альбом оформлялся по индивидуальному шаблону, зачастую поставляясь в уникальной упаковке. Музыка коллектива описывалась как «глубоко личная, или невольно неясная» и «нежная, запоминающаяся и ностальгическая».
8 июля 2009 года Даниэль Бакет Лонг скоропостижно скончалась от сердечного приступа. Начиная с 2009 года и по текущий момент, Celer является сольным эмбиент-проектом Уилла Лонга, который ныне проживает в Токио, Япония.

## Дискография

### Студийные альбомы
- White Prism (2004)
- Ariill (2005)
- Belsslsssll (2005)
- Ceylon (2006)
- Continents (2006)
- Descender (2006)
- Melodia (2006)
- Sampling Pond (2006)
- Sunlir/Scols (2006)
- Tingshas (2006)
- Ammonia (2007)
- Cantus Libres (2007)
- Dilue (Diluted) (2007)
- Neon (2007)
- Para (2007)
- Red Seals (2007)
- Sadha (2007)
- Sieline (2007)
- Discourses Of The Withered (2008)
- The Everything And The Nothing (2008)
- Nacreous Clouds (2008)
- Tropical (2008)
- Cursory Asperses (2008)
- I Love You So Much I Can't Even Title This (The Light That Never Goes Out Went Out) (2008)
- Capri (2009)
- Compositions For Cassette (2009)
- Breeze Of Roses (2009)
- Engaged Touches (2009)
- Levitation And Breaking Points (2009)
- Fountain Glider (2009)
- Poulaine (2009)
- Brittle (2009)
- Close Proximity And The Unhindered Care-All (2009)
- In Escaping Lakes (2009)
- Pockets Of Wheat (2010)
- Rags Of Contentment (2010)
- Dwell In Possibility (2010)
- Dying Star (2010)
- Panoramic Dreams Bathed In Seldomness (2010)
- Honey Moon (2010)
- Vestiges Of An Inherent Melancholy (2010)
- Salvaged Violets (2010)
- Ever, Irreplaceable Beauty (2011)
- Foolish Causes Of Fail And Ruin (2011)
- Menggayakan (2011)
- Sunlir (2011)
- Tightrope (2012)
- Evaporate And Wonder (2012)
- In The Finger-Painted Fields Of The Eyes (2012)
- Dearest Ices (2012)
- Lightness And Irresponsibility (2012)
- Epicentral Examples Of The More Or Less (2012)
- Redness + Perplexity (2012)
- Relief and Altruism (2012)
- An Immensity Merely To Save Life (2012)
- Without Retrospect, the Morning (2012)
- Perfectly Beneath Us (2012)
- I, Anatomy (2012)
- Radish ( 2013)
- Viewpoint (2013)
- Climbing Formation (2013)
- Diving Into the Plasma Pool (2013)
- Voyeur (2014)
- Zigzag (2014)
- Sky Limits (2014)
- Sky Limits (2014)
- Jima (2015)
- How Could You Believe Me When I Said I Loved You When You Know I've Been A Liar All My Life (2015)
- Tempelhof (2015)
- Soryu (2015)

### Совместные проекты
- Mesoscaphe с Mathieu Ruhlmann (2008)
- Generic City с Yui Onodera (2010)
- Maastunnel/Mt. Mitake с Machinefabriek (2012)
- Numa/Penarie с Machinefabriek (2012)
- Greetings From Celer & Machinefabriek с Machinefabriek (2012)
- Hei/Sou с Machinefabriek (2012)
- Vain Shapes And Intricate Parapets с Hakobune (2013)

### Синглы и мини-альбомы
- Canopy (2007)
- Elias (2007)
- Untitled (2007)
- Voodoo Crowds (2007)
- Mane Blooms (2009)
- Four Pieces/One (2009)
- Four Pieces/Two (2009)
- Four Pieces/Three (2009)
- Four Pieces/Four (2009)
- All At Once Is What Eternity Is (2010)
- Hell Detoured (2010)
- Weavings Of A Rapid Disenchantment (2010)
- Emotion (2012)
- Weak Ends (2013)
- 日没 Nichibotsu (2013)